# Овчарук Максим Валерійович

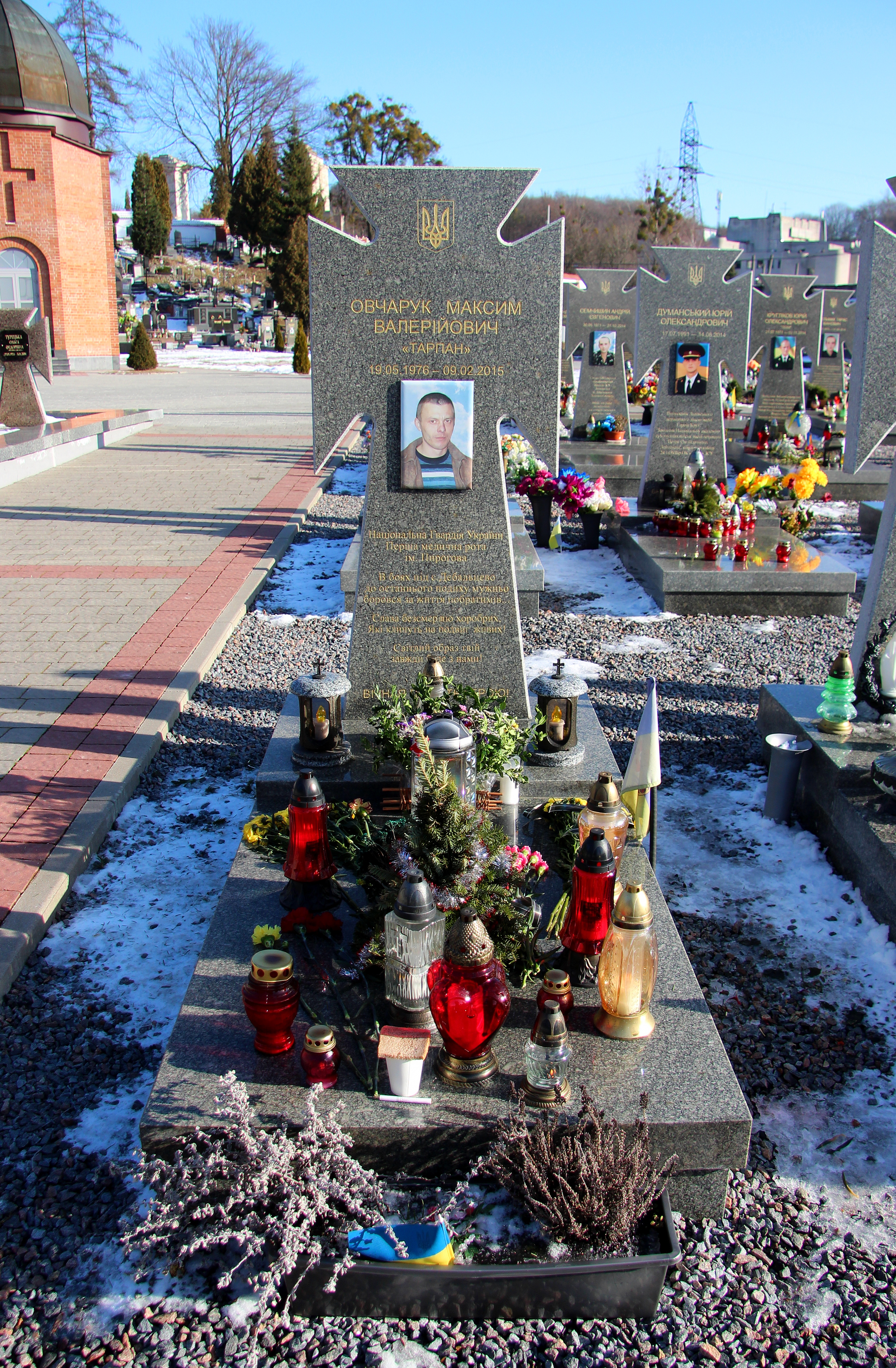

Макси́м Вале́рійович Овчару́к (19 травня 1976 — 9 лютого 2015) — солдат резерву Національної гвардії України, учасник російсько-української війни.

## Життєпис
Активний учасник Революції Гідності, член громадської організації «Рабів до раю не пускають», 3 місяці був волонтером автомобільної сотні.
Доброволець, водій, 1-ша окрема медична рота імені Пирогова, псевдо «Тарпан». Власним коштом придбав й подарував 2 автомобілі медичній роті імені М. Пирогова. 20 січня 2015-го вирушив у зону бойових дій з товаришем дитинства Дмитром Лагуновим, у військовий шпиталь центральної лікарні Артемівська.
9 лютого 2015-го машина «швидкої допомоги» їхала назустріч медичному екіпажу, з яким зник зв'язок. Задорожний і Лагунов перебували в медичному автомобілі, Кончевич — у медичному БТРі. Під час евакуації поранених з позиції «Хрест» (Дебальцеве) до Бахмута (на той час Артемівськ), машина потрапила в засідку й підірвалася на фугасі поблизу села Логвинове, після чого її розстріляли прямим наведенням. Сергій Кацабін загинув разом з екіпажем санітарної машини Анатолієм Сулімою та Михайлом Балюком й пораненим молодшим сержантом Олександром Кравченком. Тоді ж загинули Василь Задорожний, Тарас Кончевич, Дмитро Лагунов.
Без Максима лишились батько, дружина, двоє синів 2003 й 2008 р.н.
Вважався зниклим безвісти, ідентифікований за тестами ДНК, 26 березня 2015-го похований у місті Львів, Личаківське кладовище, поле почесних поховань.

## Нагороди та вшанування
За особисту мужність і героїзм, виявлені у захисті державного суверенітету та територіальної цілісності України, вірність військовій присязі під час російсько-української війни, відзначений — нагороджений
- орденом «За мужність» III ступеня (посмертно)
- відзнакою «Народний Герой України» (посмертно)
- пам'ятним нагрудним знаком «Медична рота» (посмертно)